# Київводоканал
Приватне акціонерне товариство "Акціонерна компанія «Київводоканал», скорочено — ПрАТ «АК „Київводоканал“» — підприємство у сфері водопостачання та водовідведення в місті Києві.
Протяжність водопровідних мереж становить 4 231 км, з яких 1 798 старі.
Протяжність каналізаційних мереж становить 2 662 км, з яких 830 старі.
Київводоканал проводить забір, підйом води з поверхневих та підземних джерел водопостачання, очищення відповідно до вимог Технологічних регламентів, транспортування, подачу питної води споживачам згідно з вимогами Державних санітарних правил і норм 2.2.4-171.-10 «Гігієнічні вимоги до води питної, призначеної для споживання людиною» з подальшим відведенням стоків не лише міста Києва, але й прилеглих населених пунктів Київської області.
Окрім Києва, діяльність підприємства поширюється на прилеглі міста і селища — Вишгород, Ірпінь, Вишневе, Гнідин, Щасливе, Чабани, Коцюбинське, Новосілки, Софіївська Борщагівка, Петропавлівська Борщагівка, Гатне.
Відеоінфографіка про роботу підприємства

## Історія
- V століття З моменту заснування першого поселення на Київських пагорбах його жителі для видобутку води починають активно використовувати криниці: було вирито десятки криниць і побудовано декілька систем для видобутку води з великих глибин.
- X століття З'являються перші трубопроводи, виготовлені з порожніх всередині дерев'яних колод. Є припущення, що в ті часи існували дерев'яні віадуки, які подавали на Поділ воду з джерел, що били на київських пагорбах. Для відведення дощових вод споруджувалися спеціальні дренажні системи, що вели до річок. Вигрібні і сміттєві ями після наповнення в той час просто засипалися землею. За кілька сторіч цей «культурний шар» підняв природний рельєф на 4-5 метрів.
- XVII століття Труби ще дерев'яні, але вже укладаються під землею на великі відстані. Дотепер збереглися фрагменти трубопроводу, що постачав воду у духовну семінарію на Подолі (1668 рік). Вигрібні ями вичищаються професійними золотарями, що вивозять в бочках «міські добрива» на поля.
- 1757 рік Дерев'яні і керамічні труби поступово витісняються металевими. Побудовано перший фонтан «Самсон», що зберігся до наших днів.
- Середина XIX століття Для подачі води починають використовувати парові насоси. У Київській фортеці з'являється перший ватерклозет. Там же пробурили і першу в місті артезіанську свердловину 103-метрової глибини. Встановлюються пожежні гідранти.
- 1872 рік Першу чергу міського водогону було споруджено та запущено в експлуатацію у березні 1872 року. Остаточні роботи закінчено у вересні цього ж року з підключенням садиб заможних громадян. Вода з Дніпра проходила через піщані англійські фільтри і питна вода подавалась в мережу чавунних труб. Довжина водопроводу — 23,3 км. Через 10 років мережа водопостачання розширилася майже вдвічі — до 45 км. За той же час населення Києва зросло зі 120 до 189 тисяч. Споруджуються елементи каналізації сучасного типу. Саме з цього року традиційно починається відлік історії Київводоканалу.
- 1894 рік Підключено першу систему централізованого каналізування за повною роздільною схемою, з очищенням стоків на полях фільтрації.
- 1908 рік Епідемія черевного тифу і холери в місті дискредитувала ідею річкового водопостачання без знезараження питної води. За вимогою міської громади водопровідне товариство припинило забір питної води з Дніпра і Київ перейшов повністю на артезіанське водопостачання.
- 1909 рік Київське акціонерне товариство каналізації викупляється містом за 1 млн карбованців і стає муніципальною власністю.
- 1939 рік На початку жовтня побудовано Дніпровську водопровідну станцію з комплексом очисних споруд, включаючи знезараження питної води з проектною кількістю добового споживання 170 м³. З цього часу місто знову, але вже без ризику спалаху водних інфекцій, перейшло на змішане водопостачання — річкове та артезіанське. За останніми довоєнними даними, у 1940 р. жителі Києва споживали 105—200 м³ артезіанської води і 80 тис. м³ дніпровської води за добу.
- 1961 рік Побудовано Деснянську водопровідну станцію, яка, починаючи з 1964 року, забезпечила основний обсяг подачі питної води місту.
- 1965 рік Введено в експлуатацію Бортницьку станцію аерації, що забезпечила механічне і біологічне очищення усіх стічних вод Києва.
- 1977 рік Київське Виробниче управління водопровідно-каналізаційного господарства (ВУВКГ) було затверджене базовим підприємством для вивчення передового досвіду в галузі водопровідно-каналізаційних господарств України.
- 1979 рік У ВУВКГ створений відділ АСУ ТП водопостачання та водовідведення .
- 1986 рік Аварія на Чорнобильській АЕС, спричинила радіоактивне забруднення води річки Дніпра. Для вирішення проблеми подачі населенню міста якісної і безпечної питної води протягом найкоротшого часу на р. Десні було споруджено плавучу насосну станцію «Роса-300» з водоводами, які транспортували деснянську воду на очисні споруди Дніпровської водопровідної станції. Цей водозабірний комплекс і дотепер можливо використовувати для забору води з р. Десни.
- 21 травня 1992 року На базі ВУ «Київводоканал» (раніше ВУВКГ) створено державне комунальне об'єднання (ДКО) «Київводоканал».
- 2001 рік Державне комунальне об'єднання водопровідно-каналізаційне господарство «Київводоканал», реорганізоване у Відкрите акціонерне товариство "Акціонерна компанія «Київводоканал»;
- 2010 рік 20 грудня ВАТ "Акціонерна компанія «Київводоканал» реорганізоване у ПАТ "Акціонерна компанія «Київводоканал».
- 2017 рік 28 квітня змінено тип Товариства з публічного на приватне та, відповідно, змінене найменування підприємства на Приватне акціонерне товариство "Акціонерна компанія «Київводоканал».

## Водопровідне господарство

### Департамент експлуатації водопровідного господарства
Обслуговує понад 4 тисячі км водопровідних мереж. Обслуговування водопровідних мереж здійснюють 11 водопровідних експлуатаційних районів та служба експлуатації водогонів. Київ забезпечується питною водою з трьох джерел водопостачання — річок Дніпра, Десни та підземних водоносних горизонтів.
У загальній схемі водопостачання м. Києва задіяні 34 водопровідні насосні станції другого підйому, чотири — третього та четвертого підйому річкової та артезіанської води, 33 підкачки холодного водопостачання, 364 артезіанських свердловин; а також об'єкти енергозабезпечення: 129 трансформаторних підстанцій та 5 резисторних підсилювачів.
Загальна проектна потужність господарсько-питного водопроводу м. Києва становить 2 млн. 100 тис. м3/добу, у тому числі Дніпровської водопровідної станції — 600 тис. м3/добу, Деснянської водопровідної станції — 1 млн. 80 тис. м3/добу, артезіанського водопроводу — 420 тис. м3/добу.
На сьогодні середньодобова подача питної води споживачам м. Києва значно скоротилась і становить близько 560 тис. м3/добу.
Основна частина води на правий берег постачається з Деснянської водопровідної станції по шести водогонах, а також по чотирьох дюкерах.

### Контроль якості питної води
Поверхнева вода з річок Дніпра та Десни на очисних водопровідних спорудах проходить повний технологічний цикл очищення за допомогою реагентів: коагулянтів, флокулянтів, хлору, аміаку. На Дніпровській водопровідній станції питна вода на кінцевому етапі кондиціонується озоном. Після очищення та знезараження вона надходить у водопровідні мережі міста.
Якість питної води в мережах централізованого господарсько-питного водопостачання знаходиться під жорстким лабораторним контролем Київської міської санепідемстанції та трьох виробничих лабораторій ПАТ "АК «Київводоканал». Питна вода в м. Києві контролюється цілодобово. Щодоби відбирається та аналізується приблизно 1000 проб води, які контролюються за 22 показниками. Щомісяця якість питної води контролюється за 52 показниками, а у широкому спектрі інгредієнтів питна вода щорічно досліджується за 60 показниками. Контроль за показниками якості питної води здійснюється в 25-ти контрольних точках мереж, 22-х насосних водопровідних станціях, 167 артезіанських свердловинах.
На сьогодні якість питної води контролюється відповідно до вимог нового нормативного документу ДержСанПіН 2.2.4-171-10 «Гігієнічні вимоги до води питної, призначеної для споживання людиною» від 16.07.2010 року.

### Дніпровська водопровідна станція
Дніпровська водопровідна станція побудована в 1939 році, проектна потужність становить 600 тис. м³ на добу.
На Дніпровській водопровідній станції запроектована класична схема реагентної очищення води з відстоюванням та фільтруванням. Технологічні лінії складаються зі змішувачів, горизонтальних відстійників сумісних з камерами реакцій та швидких фільтрів
Вода з р. Дніпро по сифонних водогонах надходить у водоприймальні колодязі насосних станцій першого підйому.
У перший відсік водоприймального колодязя під всмоктуючі патрубки насосних агрегатів спочатку подається аміачна вода, а потім вводиться хлорна вода.
Насосними агрегатами вода по напірних водогонах подається на блок змішувачів. В змішувачах відбувається швидке перемішування води з реагентами — коагулянтами (гідроксихлорид алюмінію та сульфат алюмінію) та флокулянтами.
Зі змішувачів самопливом по водогонах вода надходить до камер реакцій. У камерах реакцій відбувається змішування води з утворенням нерозчинного у воді гідроксиду алюмінію у вигляді пластівців. Із камер реакцій вода поступає у відстійники, де відбувається процес осідання забруднень.
По мірі накопичення осаду в відстійниках проводиться їх чистка та мийка з виключенням однієї споруди з циклу водопідготовки.
Після освітлення вода надходить на блок швидких фільтрів, завантажених кварцовим піском, для завершення процесу фізико-хімічної очистки.
Фільтрована вода по водогонах надходить в цех озонування води. Озонування води озоно-повітряною сумішшю здійснюється у барботажних камерах. Це завершальний етап обробки — кондиціювання питної води.
Далі очищена вода надходить в резервуари чистої води і агрегатами насосної станції ІІ — підйому подається по напірних водогонах у водопровідну мережу.
На очисних спорудах для знезараження води застосовується рідкий хлор. Хлор транспортується хлоропроводами з видаткового складу хлору на очисні споруди. На очисних спорудах передбачено подвійне хлорування: під всмоктуючі патрубки насосних агрегатів першого підйому та при необхідності, переважно в теплий період року, на вході до барботажних камер озонування. Подвійне хлорування забезпечує окислення забруднень в річковій воді, а також бактеріальну стабільність питної води при транспортуванні її до споживачів.
З метою зниження вмісту токсикологічних параметрів питної води, в технології водопідготовки на Дніпровській водопровідній станції застосовується хлор аміачний метод обробки води.
Хіміко-бактеріологічна лабораторія проводить цілодобовий контроль якості води на усіх етапах очистки. Двічі на добу аналізується якість води джерела водопостачання р. Дніпро. У складі лабораторії три основних підрозділи: хімічний, бактеріологічний, гідробіологічний. Лабораторія укомплектована аналітичними приладами контролю та необхідним обладнанням.

### Деснянська водопровідна станція
Деснянська водопровідна станція введена в експлуатацію в 1961 році. Проектна потужність становить 1 млн. 80 тис.м3 на добу.
На Деснянській водопровідній станції прийнята класична схема реагентної очистки води з відстоюванням та фільтруванням.
За 3 км від гирла річки Десни на лівому березі розташований водозабірний ківш. З водозабірних споруд по сифонних водогонах довжиною 2,7 км вода поступає на насосну водопровідну станцію першого підйому. Далі по напірних водогонах довжиною 6,7 км вода подається на очисні споруди.
На майданчику очисних споруд розміщені три незалежні технологічні лінії. Проектна потужність першої лінії становить 380 тис. м3/добу, другої лінії — 300 тис. м3/добу та третьої — 400 тис. м3/добу. До складу кожної технологічної лінії входять змішувачі, горизонтальні відстійники сумісні з камерами реакції та швидкі фільтри.
Спочатку вода поступає на змішувачі, які застосовуються для рівномірного розподілу та швидкого змішування реагентів з водою.
На початку змішувача вводиться аміачна вода, хлор, флокулянт, коагулянт.
Для коагулювання застосовується сірчанокислий алюміній та гідроксихлорид алюмінію.
Після обробки реагентами вода надходить у камери реакції. У камері реакції у вільному об'ємі води відбувається перемішування води з утворенням нерозчинного у воді гідроксиду алюмінію у вигляді пластівців, які сорбують на себе завислі та колоїдні частки домішок води (забруднень).
Із камер реакцій вода надходить у відстійники, де відбувається процес осідання забруднень.
Після відстійників освітлена вода надходить на піщані фільтри, в яких вода проходить крізь фільтрувальний шар (зверху вниз) і попадає в дренажну систему, а потім у збірний канал.
Після фільтрів очищена вода надходить в резервуари чистої води. Потім агрегатами насосної станції II підйому подається по напірних водогонах у водопровідну мережу.
На очисних спорудах для знезараження води застосовується рідкий хлор. Хлор транспортується хлоропроводами з видаткового складу хлору на очисні споруди.
На очисних спорудах проводиться подвійне хлорування: у змішувачі та резервуарі чистої води. Первинне хлорування проводять з метою окислення забруднень і первинного знезараження води, вторинне — забезпечує бактеріальну стабільність питної води при транспортуванні у водопровідній мережі.
З метою зниження вмісту токсикологічних параметрів питної води, в технології водопідготовки на Деснянській водопровідній станції застосовується хлор-аміачний метод обробки води.
Хіміко-бактеріологічна лабораторія цілодобово контролює якість води на усіх етапах очистки, а також якість джерела водопостачання р. Десна.

## Каналізаційне господарство

### Департамент експлуатації каналізаційного господарства
До складу Департаменту експлуатації каналізаційного господарства входять: Управління експлуатації каналізаційних мереж і насосних станцій та Бортницька станція аерації (далі — БСА).
Експлуатаційні підрозділи, що входять до структури департаменту, забезпечують належний рівень функціонування каналізаційного господарства, яке має розгалужену мережу колекторів.
Для зручності та оперативності управління складним та відповідальним виробничим процесом місто розділено на чотири експлуатаційні райони та два цехи насосних станцій: «Північний» та «Південний». Виконання невідкладних аварійних робіт забезпечуються цехом бригад першого виїду, а обслуговування колекторів великого діаметра — Дільницею колекторів глибокого залягання.

### Система водовідведення міста Києва
Історично у Києві сформувалась повна роздільна система каналізації (водовідведення), що складається з двох окремих систем: господарсько-побутової та зливо-стічної системи водовідведення. Остання не належить до сфери обслуговування Київводоканалу.
Загалом система водовідведення Києва сьогодні включає близько 2,6 тисяч кілометрів розгалуженої каналізаційної мережі колекторів діаметром від 100 мм до 3 100 мм (на деяких ділянках каналізаційні колектори залягають на глибині до 90 м, що можна порівняти із глибиною метрополітену), 33 насосні станції різних рівнів значення, від районного до міського (без врахування відомчих), та Бортницьку станцію аерації.
Для збільшення пропускної спроможності комплексу споруд, що подають стічні води на очистку, була побудована Правобережна насосна станція з напірними трубопроводами та дюкерами через р. Дніпро.
Серед мереж транспортування стічних вод Києва досі в експлуатації перебувають каналізаційні колектори, побудовані у 1905—1917 роках (поблизу вул. Січових Стрільців).
Каналізаційна мережа правобережної частини міста складається з трьох головних басейнів каналізування: Либідського, Оболонсько-Подільського, Мишоловсько-Голосіївського.
У правобережній частині міста існує Головний міській колектор глибокого закладання, який приймає стічні води від Подільсько-Оболонського басейну каналізування, від району Хрещатика та частково від Голосіївсько-Мишоловського району.
Мишоловсько-Голосіївський басейн каналізування включає басейн каналізаційних насосних станцій та «Микільська Борщагівка № 2», які перекачують стічні води в Голосіївський та Мишоловський колектори.
Либідський басейн приймає стічні води від Новосвятошинської КНС, «Микільська Борщагівка № 1», а також обслуговує центральну частину міста.
В Оболонсько-Подільському басейні діють Оболонська КНС та КНС «Ново-Подільска».
Вся лівобережна частина міста фактично являє собою один басейн каналізування Новодарницького та Головного Дарницького колекторів, які дублюють один одного.
Головний лівобережний колектор підводить стічні води до каналізаційної насосної станції першого підйому БСА, яка розташована на території Бортницької станції аерації і перекачує стічні води на очисні споруди першої черги будівництва. В залежності від технологічних вимог, діаметра, глибини закладання, гідрологічних і геологічних умов, методів будівництва — колектори мають різну ступінь складності.
Найпростіші конструкції — влаштування колекторів із труб різних матеріалів: керамічних, залізобетонних, чавунних, сталевих та інших.
Такі конструкції застосовуються для колекторів порівняно невеликого діаметра, які прокладаються на незначній глибині — 1,5—6 м. Колектори великих перерізів збудовані із монолітного або збірного залізобетону.
Колектори, які прокладені методом щитової проходки мають багатошарову конструкцію. Зокрема, первинний шар — залізобетонні тюбінги; вторинний: збірний (зі спеціальних елементів або зі звичайних залізобетонних труб) та монолітний (із залізобетону).
Дуже відповідальними в конструктивному відношенні є колодязі і камери на колекторах.
На каналізаційних мережах колодязі виконані з цегли та збірних залізобетонних кілець, монолітного бетону та залізобетону. На великих колекторах глибокого залягання камери побудовані двохшаровими: первинна обробка із залізобетонних тюбінгів і вторинна обробка монолітна із залізобетону. В сучасній технології застосовують антикорозійний захист полімерними матеріалами.
Перекриття, перехідні майданчики, містки обслуговування — виконані із залізобетону. Ходові скоби — чавунні, драбинки, сходи та огорожа — сталеві. Також випробовуються новітні матеріали — із склопластику, які можуть згодом замінити існуючі.
Враховуючи постійні перевищення рівня концентрації забруднюючих речовин у стоках столичних підприємств, несанкціоновані скиди до каналізації, недодержання вимог санітарної зони каналізаційних мереж та застарілий стан очисних споруд, система водовідведення столиці потребує реконструкції.
За останні роки у столиці спостерігається значне скорочення обсягів водовідведення (що безпосередньо пов'язано зі скороченням водоспоживання). Це призвело до підвищення концентрації забруднень стічних вод, погіршення стану каналізаційних мереж і споруд (збільшення осаду в трубах та колекторах, зменшення швидкості руху стічних вод, що сприяє розвитку газової корозії), підвищення запахів з мережі та очисних споруд.

### Бортницька станція аерації
Бортницька станція аерації (БСА) — єдині очисні споруди стічних вод міста Києва та прилеглих міст і селищ Київської області (Вишгород, Ірпінь, Вишневе, Гнідин, Щасливе, Чабани, Коцюбинське, Новосілки, Софіївська та Петропавлівська Борщагівка, Гатне). На станції проходять очистку всі побутові стічні води, а також стоки промислових підприємств після попередньої їхньої очистки безпосередньо на підприємствах (за умови наявності відповідних споруд).
На Бортницькій станції аерації використовується класична схема обробки стічних вод, яка була розроблена та запроектована ще у 50-60-х роках минулого століття. На станції провадиться повна біологічна очистка стічних вод. Проектна потужність станції — 1,8 млн м3 стічних вод на добу (проектна потужність кожного з 3-х блоків — 600 тис. м3 на добу). Фактичне навантаження станом на 2012 рік становить 800 тис. — 1 млн м3 на добу.
На споруди першого блоку БСА (до насосної станції першого підйому) поступають стічні води правобережної частини міста по напірно-самопливному колектору; стічні води лівого берега міста — по самопливному Ново-Дарницькому колектору та головному Дарницькому колектору.
На споруди другого та третього блоків подається більша частина стічних вод правобережної частини міста Правобережною насосною станцією, а з житлових масивів Харківський та Позняки — каналізаційною насосною станцією «Позняки».
Споруди першого блоку
Стічні води, які надходять на споруди першого блоку, спочатку потрапляють до приймального каналу грабельного відділення насосної станції першого підйому, а потім на решітки з механічними граблями. Сміття, затримане на решітках, збирається транспортером в спеціальний бункер-накопичувач і вивозиться на завод «Енергія» для спалювання.
Стічна вода насосами, які встановлені у машинному залі насосної станції I-го підйому, подається на решітки грабельного відділення № 1, а потім на пісколовки. Починаючи з решіток, стічна вода рухається по всіх спорудах самопливом. Очищення стічної води виконується в такій послідовності:
— великогабаритне та плаваюче сміття видаляється на решітках;
— у пісколовках проходить виділення важких мінеральних забруднень (головним чином — піску);
— у первинних відстійниках затримуються грубо-дісперсні мінеральні завислі речовини, нерозчинені органічні домішки, плаваючі речовини, жири;
— освітлена вода, яка містить дрібно-дісперсну суспензію, розчинну та колоїдну органіку, поступає до аеротенків, де проходить біологічне окислення органічних речовин активним мулом при інтенсивному насиченні рідини повітрям;
— мулова суміш після аеротенків поступає на вторинні відстійники, де проходить механічне відстоювання активного мулу, який мулососами безперервно видаляється з відстійників, а потім насосами, що розташовані у насосних станціях аеротенків, повертається знову до аеротенків;
— біологічно-очищена вода з вторинних відстійників надходить до відвідного каналу, а з нього — до магістрального каналу.
Споруди другого та третього блоків
Очистка стічних вод, які надходять на споруди другого та третього блоку БСА, проходить у такій самій послідовності, що й на першій черзі.
Випуск очищених стічних вод після споруд II та III блоків здійснюється через боковий водозлив, який облаштований порогами для насичення води киснем, до магістрального каналу, де проходить змішування з очищеними стічними водами, які йдуть із споруд першого блоку.
Суміш очищених зворотних вод (зі всіх черг) по магістральному каналу відводиться до насосної станції Бортничі-Вишеньки, а потім через розсіючий випуск — до р. Дніпро.
Облік кількості стічних вод, які поступають на споруди першої, другої та третьої блоку БСА здійснюється за допомогою водовимірювальних лотків Паршаля.

### Реконструкція Бортницької станції аерації
У червні 2015 р. між Урядами України та Японії була підписана кредитна угода для залучення коштів на реконструкцію БСА на пільгових і вигідних для України умовах від Японське агентство міжнародного співробітництва (JICA). У вересні цього ж року Верховна Рада ухвалила закон про ратифікацію Договору у формі обміну нотами між Урядом України та Урядом Японії, а Президент України підписав його.
Кредит буде наданий JICA на суму 108 млрд єн. Умови кредитування: 0,1 % річних на 40 років з 10-річними «канікулами». При цьому Не менше 30 % від вартості проекту має бути японське обладнання, а генпідрядник — юрособа з японською часткою не менше 50 %+1.
Замовником проекту виступає ПрАТ "АК «Київводоканал».
Розпорядники коштів державного бюджету — Мінрегіонбуд та КМДА;
Міжнародний партнер — Уряд Японії;
Кредитор від Уряду Японії — Японське агентство міжнародного співробітництва (JICA);
Позичальники по кредиту — Кабінет Міністрів України;
Субпозичальник — ПАТ "АК «Київводоканал»;
Генпроектувальник стадії «П» (проект) — ДП «Київінжпроект»;
Генпроектувальник стадії «РД» (робоча документації) — консорціум японських проектних організацій TEC INTERNATIONAL Co., Ltd., NIHON SUIKO SEKKEI Co., Ltd. Та NIPPON KOEI Co., Ltd.
В результаті реалізації проекту реконструкції БСА, з'являться додаткові технологічні лінії, процес обробки стічних вод і осаду стане більш глибокий, а сама станція стане компактнішою. Площа основного виробництва БСА з існуючих на сьогодні 151 га скоротиться до 120 га, що дасть можливість збільшити відстань від БСА до житлової забудови Києва орієнтовно на 1 км.
Проект складається з двох черг будівництва, в кожній з яких по 5 пускових комплексів.
- Перший пусковий комплекс передбачає виконання робіт на спорудах механічного очищення та первинних очисних спорудах Блоку 2 і Блоку 3, реконструкцію існуючих споруд вторинної обробки для Блоку 2 та реконструкцію частини існуючих споруд вторинної обробки для Блоку 3, а також буде впроваджено заходи з деодорації повітря, а отже — вирішено питання з розповсюдженням неприємного запаху.
- Другий пусковий комплекс передбачає облаштування гравітаційного згущувача осаду, споруд для механічного згущування та зневоднення осаду, адміністративної будівлі і будівлі лабораторії.
- Третій пусковий комплекс передбачає влаштування установок для термоутилізації мулу.
- Четвертий пусковий комплекс передбачає будівництво нових споруд механічного очищення, первинних та вторинних очисних і споруд доочищення та дезінфекції для першого блоку.
- П'ятий пусковий комплекс включає роботи з підготовки майданчику для реалізації пускових комплексів з 1 по 4.
- Шостий та сьомий пускові комплекси передбачають реконструкцію каналізаційних насосних станції «Позняки» та «Правобережна» з влаштуванням систем дезодорації повітря.
- Восьмий та дев'ятий пускові комплекси передбачають будівництво нового першого блоку та реконструкцію споруд третього блоку станції.
- Десятий пусковий комплекс передбачає реконструкцію магістрального каналу очисних стічних вод, розсіюючих випусків та будівництво автогосподарства і ремонтних цехів

## Ініціативи Київводоканалу
- З початку 2011 року Київводоканал проводить активну роз'яснювальну роботу серед громадськості щодо шкідливого впливу фосфатовмісних мийних засобів на екологію водних ресурсів. З цією метою Товариство регулярно готує інформаційні матеріали для ЗМІ, надає необхідні коментарі, організовує засідання круглих столів та інших обговорень.
- 20 вересня 2011 року ПАТ "АК «Київводоканал» приєднався до Басейнової ради річки Десна, яка була створена того ж дня в Чернігові в рамках впровадження інтегрованого управління водними ресурсами в басейні р. Десна.
- Товариство розробляє та ініціює подальше впровадження Конвенції по захисту Дніпра, яка покликана об'єднати три країни — Україну, Росію та Білорусь, для організації дієвого контролю та захисту стану водних ресурсів річки Дніпро.